# 施恩座
施恩座（希伯来语：כפורת，Kaporet，意为“遮罪盖”）是圣经中记载，放置在圣殿至圣所中约柜上的物体，与赎罪日仪式有关；这个术语也出现在保罗书信中，在基督教神学中有其特别的意义。英文“施恩座”一词（mercy seat）并非翻译自马所拉本中的希伯来语词汇kapporeth，也不是翻译自七十士译本中的希腊语词汇hilasterion，而是由廷岱勒翻译自马丁·路德的德语译本中使用的德语词汇gnadenstuhl，其字面意义为“恩典的座位”，“恩典的地方”。